# Kocham Ogród
Kocham Ogród – polski miesięcznik (do marca 2017 r. dwumiesięcznik) ogrodniczy wydawany od 24 kwietnia 2014 roku przez spółkę Burda Communication.